# 1869 w sztukach plastycznych
Wydarzenia w sztukach plastycznych i wizualnych w 1869 roku.

## Malarstwo

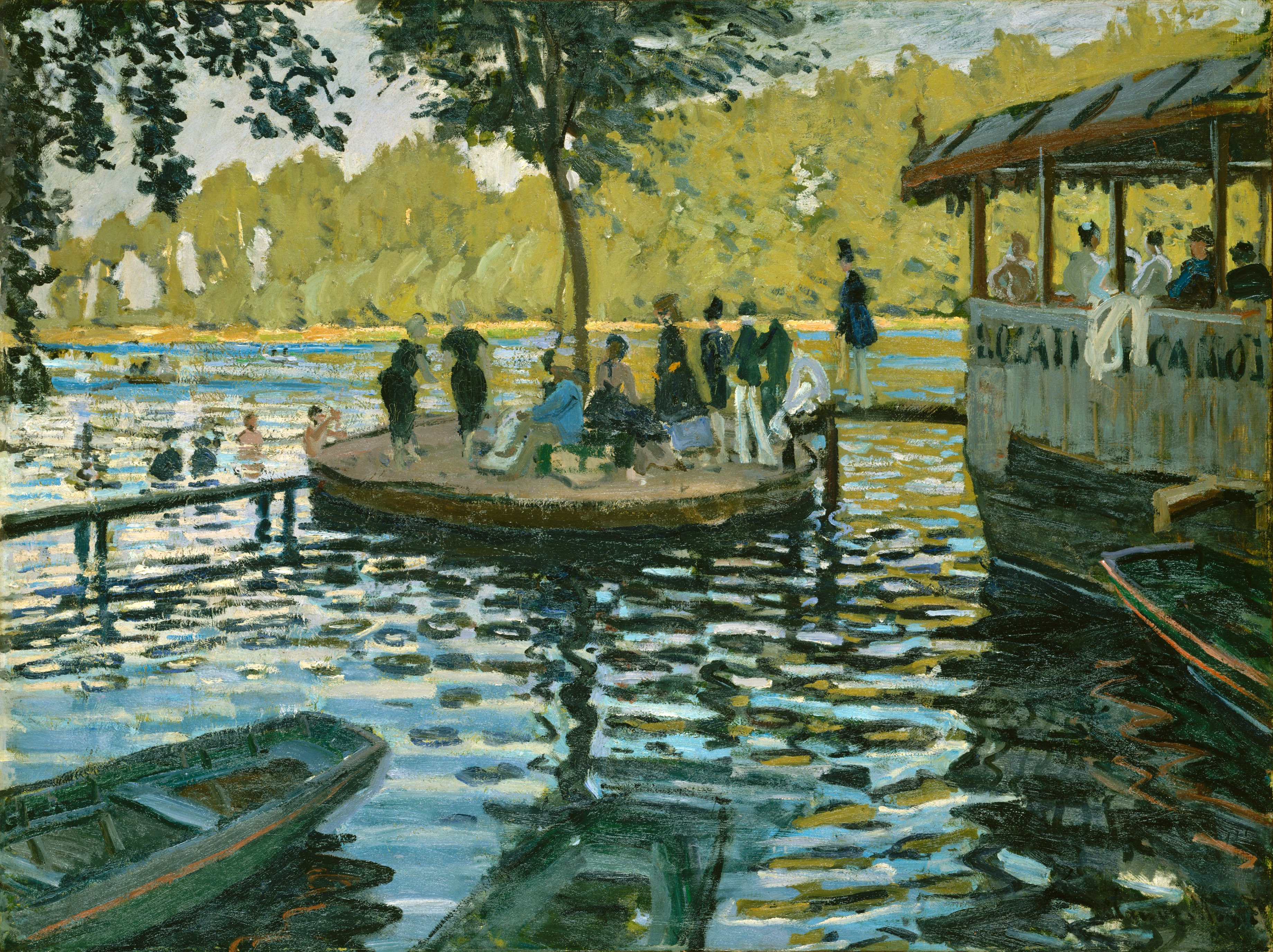
Claude Monet La Grenouillère

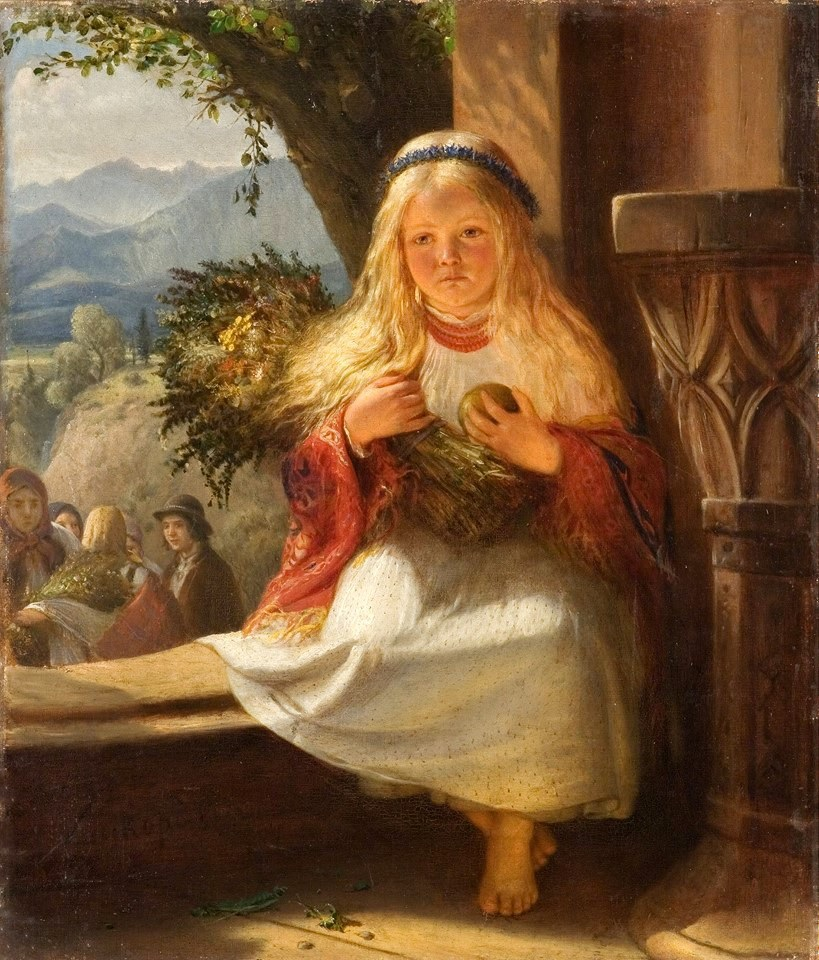
Aleksander Kotsis W święto Matki Boskiej Zielnej

- Józef Chełmoński

W ogródku – olej na płótnie, 53,5x44,5 cm
Sobota na folwarku – olej na płótnie, 53x67 cm
- Edgar Degas

Theodore Gobillard, żona Yves'a Morisota
- Aleksander Kotsis

W święto Matki Boskiej Zielnej – olej na płótnie, 64,5x56 cm
- Édouard Manet

Balkon (1868-1869)
- Jan Matejko

Unia lubelska
- Claude Monet

La Grenouillère – olej na płótnie, 74,6x99,7 cm
- Gustave Moreau

Europa i byki – akwarela
Tortury Prometeusza

## Urodzeni
- Paul Émile Chabas (zm. 1937), francuski malarz
- Adolf Edward Herstein (zm. 1932), polski malarz
- 15 stycznia – Stanisław Wyspiański (zm. 1907), polski malarz i grafik
- 12 kwietnia – Rihard Jakopič (zm. 1943), słoweński malarz
- 1 marca – Pietro Canonica (zm. 1959), włoski rzeźbiarz i malarz
- 19 marca – Józef Mehoffer (zm. 1946), polski malarz
- 26 kwietnia – Arnošt Hofbauer (zm. 1944), czeski malarz i grafik
- 22 listopada – Henryk Hryniewski (zm. 1937), polski malarz
- 26 listopada - Stanisław Bohusz-Siestrzeńcewicz (zm. 1927), polski malarz i rysownik
- 1 grudnia – Eligiusz Niewiadomski (zm. 1923), polski malarz i krytyk sztuki
- 31 grudnia – Henri Matisse (zm. 1954), francuski malarz

## Zmarli
- 9 stycznia – Paul Huet (ur. 1803), francuski malarz i rytownik
- 21 kwietnia – Robert Scott Lauder (ur. 1803), szkocki malarz
- 10 czerwca – Heinrich Bürkel (ur. 1802), malarz niemiecki
- 12 października – François-Joseph Navez (ur. 1787), belgijski malarz
- 12 listopada – Johann Friedrich Overbeck (ur. 1789), niemiecki malarz i grafik
- 28 grudnia – Thomas Creswick (ur. 1811), angielski malarz